# Lynchburg (Tennessee)
Lynchburg è una città nella regione centro-meridionale dello stato americano del Tennessee. È amministrata da un'unità di governo di città consolidata  i cui confini coincidono con quelli della Contea di Moore. 
Lynchburg è meglio conosciuta come la sede della distilleria del whiskey Jack Daniel's, commercializzato in tutto il mondo come il prodotto di una città con un solo semaforo. Nonostante la distilleria operativa, che è una grande attrazione turistica, la contea di Moore è una contea secca, dove non possono essere vendute bevande alcoliche. La popolazione era di 6.362 al censimento del 2010.
Il legame di Lynchburg con il Jack Daniel's viene parodiato in uno spot televisivo nazionale del 2018 in cui la città è nominata per un franchise dell'NBA.
Lynchburg fa parte dell'area micropolitana di Tullahoma-Manchester.
L'area del centro è elencata nel National Register of Historic Places come distretto storico di Lynchburg.

## Geografia
Secondo lo United States Census Bureau, la città ha una superficie totale di 337,7 km², di cui 334,6 km² di terra e 3,1 km² (0,93%) di acqua. La città si trova in una valle scavata dall'East Fork Mulberry Creek (parte dello spartiacque del fiume Elk). La State Route 55, conosciuta come "Majors Boulevard" a Lynchburg, è l'arteria principale della città. Appena a sud di Lynchburg, questa autostrada interseca altre due autostrade: la State Route 50 (che continua a sud-ovest fino a Fayetteville) e la State Route 129 (che continua a ovest fino a Petersburg).

## Storia
L'origine del nome della città non è chiara. Un articolo in un numero del 1876 del Lynchburg Sentinel suggerisce che uno dei primi coloni chiamò la città come la sua nativa Lynchburg, in Virginia. La WPA Guide to Tennessee del 1939 afferma che la città prende il nome da uno dei primi coloni di nome Tom Lynch. Un articolo di Jeanne Ridgway Bigger nel numero della primavera 1972 del Tennessee Historical Quarterly afferma che la città prende il nome da un certo "Judge Lynch", che presiedette ad un comitato di vigilanza che si riunì in città qualche tempo dopo la guerra del 1812.
I primi coloni arrivarono nell'area di Lynchburg intorno al 1801. Main Street era originariamente la strada principale e seguiva grosso modo il percorso dell'East Fork Mulberry Creek. Le residenze erano generalmente situate nella metà occidentale, mentre le industrie erano situate lungo il torrente nella metà orientale. Uno dei primi coloni, Thomas Roundtree, stabilì un cotonificio lungo il torrente nelle vicinanze della moderna Jack Daniel's Distillery. Nel 1830, un altro colono, William P. Long, gestiva un mulino e una sgranatrice di cotone. L'ingresso di Lynchburg era anche sede di una grande conceria.
Durante la guerra civile americana, i residenti di Lynchburg generalmente sostennero la Confederazione. La compagnia E della 1ª cavalleria del Tennessee dell'esercito confederato consisteva principalmente di residenti di Lynchburg. Un monumento ai soldati confederati della zona si trova sul prato del tribunale della contea di Moore.
Nel 1871 la contea di Moore fu creata ricavando parti delle contee di Lincoln, Bedford, Coffee e Franklin. Nel giugno 1873, Lynchburg fu scelta come capoluogo della contea di Moore, in parte grazie alla sua posizione centrale all'interno dei confini della nuova contea. I commissari della contea stabilirono una piazza del tribunale lungo Main Street, il cui modello fu influenzato dalla piazza nella vicina Shelbyville. Durante questo periodo furono istituite due scuole, l'Istituto maschile e femminile di Lynchburg e la Scuola normale di Lynchburg, e diverse congregazioni ecclesiali costruirono nuove chiese.
Durante gli anni 1870, Lynchburg era situata al centro di un triangolo economico agrario composto da Tullahoma a nord-est, Shelbyville a nord-ovest e Fayetteville a sud. Come tale, la città si sviluppò in un importante centro commerciale di bestiame. La città aveva anche un numero crescente di distillerie. Nel 1880 quindici distillerie registrate operavano nella contea di Moore, con la più produttiva la Tom Eaton's Distillery e la seconda più produttiva l'ormai famosa Jack Daniel's. Le distillerie fornivano un mercato conveniente per i coltivatori di mais locali, inoltre la poltiglia di mais rimanente (dopo l'estrazione dell'alcol) veniva utilizzata come mangime per maiali e bovini.
Il 4 dicembre 1883 un incendio distrusse quasi la metà di Lynchburg, compreso il tribunale e gran parte della piazza. Un nuovo tribunale (l'attuale edificio) fu completato nel 1885. Una prigione separata (ora un museo) fu eretta dall'altra parte della strada nel 1893. [5] L'aumento del traffico automobilistico e l'istituzione di un sistema di strade statali all'inizio del XX secolo portò a un boom commerciale a Lynchburg e molti degli edifici sulla piazza del tribunale furono costruiti durante questo periodo. Nel 1920, Lynchburg aveva diverse scuole e chiese, un settimanale, due banche e diversi "stabilimenti commerciali fiorenti". [5]
L'approvazione di una legge statale che vietava la produzione di liquori nel 1909 chiuse di fatto le distillerie della città. Sebbene il divieto sia stato abrogato a livello federale nel 1933, è rimasto in vigore nel Tennessee. Lem Motlow (1869-1947), senatore dello stato e nipote di Jack Daniel, guidò gli sforzi per abrogare le leggi proibizioniste dello stato. Nel 1937, lo stato abrogò la legge che vietava la produzione di bevande alcoliche e Motlow riaprì la Jack Daniel's Distillery. Nel 1939, lo stato approvò una legge sull'"opzione locale", che consentiva a ciascuna contea di scegliere (tramite referendum) se consentire o meno la vendita di bevande alcoliche. [9]
Il Motlow State Community College ha aperto il suo campus nel 1969 su 187 acri di terreno donati da Reagor Motlow e dalla famiglia nella parte settentrionale della contea di Moore, in quella che oggi fa parte di Lynchburg.